# Лесная Стенка
Лесная Стенка (укр. Лісна Стінка), поселок, 
Лесностенковский сельский совет, 
Купянский район, 
Харьковская область.
Код КОАТУУ — 6323783701. Население по переписи 2001 года составляет 494 (228/266 м/ж) человек.
Является административным центром Лесностенковского сельского совета, в который, кроме того, входят сёла
Белое,
Воронцовка,
Синиха и
Хомино.

## Географическое положение
Поселок Лесная Стенка находится на правом берегу Оскольского водохранилища, 
выше по течению на расстоянии в 5 км расположено село Сеньково,
ниже по течению на расстоянии в 1 км расположено село Хомино,
на противоположном берегу — село Богуславка.
К селу примыкает небольшой лесной массив.

## История
Основана в начале XIX века.
1 июля 2024 года авиабомбардировкой частично разрушена сельская школа и повреждён дом культуры.

## Экономика
- Машинно-тракторные мастерские.
- ЧСП «Лесная стенка».

## Объекты социальной сферы
- Школа.
- Дом культуры.